# Турмантас
Турмантас (лит. Turmantas, ранее рус. Турмонт) — местечко в Зарасайском районе Утенского уезда Литвы. Центр Турмантского староства.

## История
Турмантас известен с 1798 года. Начал активно развиваться после того, как в 1862 году через него прошла Петербурго-Варшавская железная дорога.
В 1920—1939 годах принадлежал Польше, а затем был передан Литве. В 1958 году Турмантас получил статус посёлка городского типа. В 1995 году ему был присвоен статус города. В 1999 году Турмантас был лишен статуса города и стал местечком.

## Население
Население - поляки, русские и литовцы.
| 1959 | 1970 | 1979 | 1989 | 2001 | 2011 |
| ---- | ---- | ---- | ---- | ---- | ---- |
| 678  | 578  | 543  | 423  | 397  | 286  |